# Аршей
Аршей (араб. وادي آرشي, фр. Ouadi Archeï; в верховье Хорунгуру, в центральной части Арве) — сезонный водоток на северо-востоке Чада, в регионе Эннеди. Расположен в пустыне Сахаре.
Долина вади расположена на западных склонах плато Эннеди. Начинается под названием Хорунгуру. Спустившись с гор, долина реки меняет название на Арве. Пройдя через ущелье, вади вновь меняет название и называется Аршей.

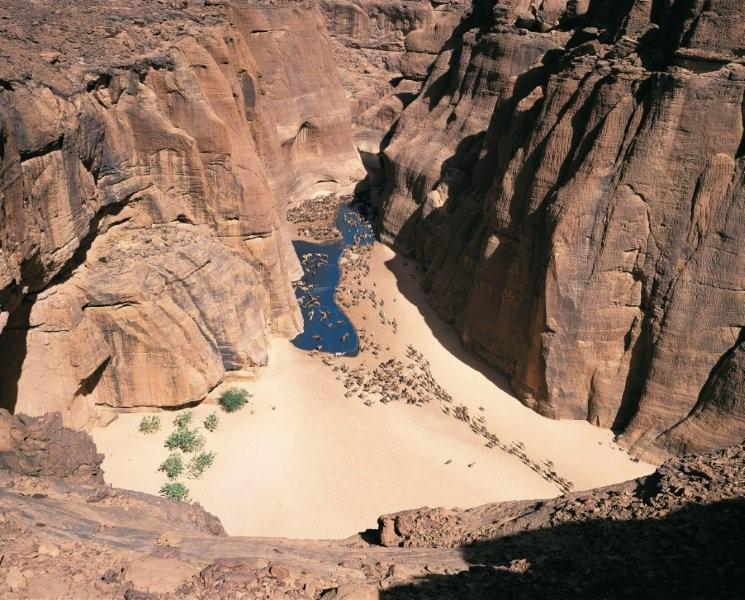
Ущелье с гельтой Аршей, вид на север

В центральной части русла, при прохождении через ущелье, на реке находится постоянный водоём — гельта Аршей (фр. Guelta d’Archeï), расположенная по координатам 16°54′27″ с. ш. 21°46′29″ в. д.. Эта гельта — одна из крупнейших в Сахаре. Она заселена многочисленными видами редких животных, в том числе и нильскими крокодилами, сохранившимися в гельтах Сахары, возможно, лишь только здесь и в гельте плато Тагант, в Мавритании. Нильские крокодилы обитали в среднем голоцене по всей территории Северной Африки, от южного побережья Средиземноморья на севере и до нынешней полосы Сахеля на юге, в многочисленных реках и болотах Сахары прошлого.
Там же, в районе гельты, расположен питьевой колодец Аршей (фр. Archeï).
Втекает в поток Сала с правой стороны.